# Sequoyah
Denna artikel handlar om skriftspråkskonstruktören Sequoyah. Rörande sequoyaträd, se Mammutträd.
Sequoyah eller på cherokesiska Sikwâ'yǐ (ᏍᏏᏆᏱ), även känd som George Guess, George Guest och George Gist, född cirka 1767 och död i juli eller augusti 1843, var en cherokesisk silversmed som skapade den cherokesiska stavelseskriften.

## De tidiga åren
Sequoyahs exakta födelseplats och -datum är okänt, då inga skriftliga källor finns. Spekulationer och gissningar gjorda av historiker placerar hans födsel någonstans mellan åren 1760 och 1776. Vad gäller födelseplatsen gör spekulationerna gällande att den var antingen Tennessee, Georgia, North Carolina, Alabama eller South Carolina. James Mooney, en framstående antropolog och cherokes-historiker, hävdar genom att citera en kusin att Sequoyah och hans mor under hans unga år levde i byn Tuskegee i Tennessee.
Namnet Sequoyah, eller Sikwâ'yǐ, tros komma från det cherokesiska ordet sikwă, som betyder gris. Möjligen är detta en anspelning på en barndomsmissbildning eller en senare skada som gjorde Sequoyah handikappad. Forskare är överens om att han var handikappad, men anledningen är omtvistad.
Om hans mor vet man att hon var cherokes, och Mooney menar att hon var brors- eller systerdotter till en cherokesisk hövding. Sequoyahs far var antingen vit eller delvis vit och delvis indian. Återigen skiljer sig källor gällande faderns identitet, men många (inklusive Mooney) föreslår att han kan ha varit en pälshandlare eller son till Cristopher Gist, en spejare som arbetade för George Washington.
Att Sequoyah inte talade engelska tas som en indikation på att han och modern övergavs av fadern. Någon gång före 1809 flyttade Sequoyah till Wills Valley i Alabama. Där etablerade han sig som silversmed. Det är möjligt att han kämpade i creek-kriget mellan 1813 och 1814. Om han var handikappad kan han inte ha varit med i kriget, men somliga hävdar att en krigsskada var orsaken till hans handikapp.

## "Talande löv" och stavelseskriften

Exempel på tecken ur Sequoyahs stavelseskrift. De tre övre tecknen utläses tillsammans som tsa-la-gi, vilket betyder cherokee.

Som silversmed gjorde Sequoyah ofta affärer med vita som hade bosatt sig i området. Indianerna imponerades ofta av deras skrift, och omnämnde dem som "talande löv". Runt 1809 började Sequoyah arbeta på att skapa ett skriftsystem för det cherokesiska språket.
Efter att ha försökt skapa ett tecken för varje ord, bestämde Sequoyah sig för att dela in varje ord i stavelser och skapa ett tecken för varje stavelse. Med det latinska alfabetet och möjligtvis även det kyrilliska som grund, skapade han 85 tecken som representerade de olika stavelserna. Detta arbete skulle komma ta tolv år att färdigställa.
Bland hans cherokesiska medmänniskor fanns det tvivel om hans alfabets duglighet. För att styrka sin skapelses kapacitet lärde Sequoyah sin dotter att läsa och skriva med det. Efter att ha förbluffat lokalbefolkningen med hans nya skrift visade Sequoyah upp sin bedrift för stammens medicinmän, som dock tillbakavisade dem som besatta av onda andar. Till slut lyckades han dock bevisa sin skapelses användbarhet för en samling chickamauganska krigare. Nyheten om stavelseskriften spred sig och cherokeserna fyllde skolor för att lära sig den nya skriften. 1823 hade skriften börjat användas av Cherokesiska nationen.

## Livet i Arkansas och vidare västerut
Efter nationens antagande av stavelseskriften 1823 flyttade Sequoyah till det nya cherokesiska territoriet i Arkansas. Där startade han en smedja och en saltfabrik. Han fortsatte lära ut stavelsealfabetet till alla som kom till honom. 1828 reste Sequoyah till Washington D.C. som del av en delegation för att få till en överenskommelse för land i Oklahoma.
Hans resa medförde kontakt med representanter från andra indianstammar i USA. Efter dessa möten bestämde han sig för att skapa en stavelseskrift för allmän användning av alla indianstammar. Därför påbörjade Sequoyah en resa till vad som idag är Arizona och New Mexico för att söka upp stammar där.
Vidare drömde Sequoyah om att få se den splittrade Cherokesiska nationen återförenas. Det var på en resa för att leta upp cherokeser som flyttat till Mexiko som han dog sommaren 1843.